# Corinna Harrer
Corinna Harrer (19 gennaio 1991) è una mezzofondista tedesca.

## Palmarès
| Anno | Manifestazione   | Sede     | Evento       | Risultato | Prestazione | Note |
| ---- | ---------------- | -------- | ------------ | --------- | ----------- | ---- |
| 2009 | Europei juniores | Novi Sad | 800 m piani  | Argento   | 2'04"51     |      |
| 2011 | Europei under 23 | Ostrava  | 1500 m piani | Argento   | 4'21"52     |      |
| 2012 | Europei          | Helsinki | 1500 m piani | 4ª        | 4'10"38     |      |
| 2013 | Europei indoor   | Göteborg | 3000 m piani | Argento   | 9'00"50     |      |
| 2013 | Europei under 23 | Tampere  | 1500 m piani | Argento   | 4'07"71     |      |

## Altre competizioni internazionali
2011
- Campionati europei a squadre di atletica leggera ( Stoccolma)

2013
- Campionati europei a squadre di atletica leggera ( Gateshead)